# Babia Przełęcz
Babia Przełęcz (niem. Hexenplatz), Rówień Czarownic – węzeł wielu dróg i ścieżek leśnych na wysokości 646 m we wschodniej części Grzbietu Kamienickiego (pomiędzy Wrzosówką a Ciemniakiem).